# Corona 92
Corona 92 – amerykański satelita rozpoznawczy do wykonywania zdjęć powierzchni Ziemi. Siedemnasty statek serii KeyHole-4A tajnego programu CORONA. Pięć okrążeń Ziemi przed końcem misji nastąpiła usterka migawki. Kapsuły opadły do Oceanu Spokojnego w pierwszej połowie marca 1965.
Statek wyniósł na pokładzie również dookólny licznik promieniowania jonizującego ze stałym scyntylatorem, emulsje czułe na promieniowanie kosmiczne, i czujniki podczerwieni i ultrafioletu.

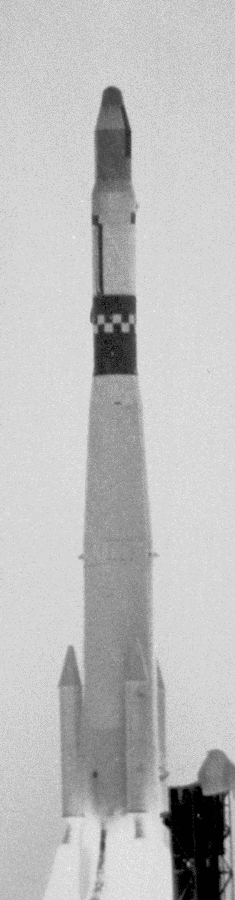
Start rakiety Thor Agena D z satelitą Corona 92